# Häggeby, Uppsala kommun
Häggeby är en by och småort i Skuttunge socken, Uppsala kommun.
Bebyggelsen i anslutning till Björklingeån ingår i Björklinges tätortsavgränsning. Den västra delen av bebyggelsen ingår sedan 2000 ett fritidshusområde och sedan 2005 också inom en småort.

## Historia
Byn omtalas första gången 1322 ('in Egby'), då en faste Johan från byn far faster vid ett köpekontrakt. 1414 gav Elin Ingevaldsdotter (tre örnfötter) tretton öresland jord med en kvarn i Häggby som hon fått i morgongåva av Karl Jakobsson (spets från vänster) tillsammans med en gård i Brattberg till Julita kloster. Gåvan klandrades 1426 av arvingarna ledda av Kristern Nilsson (Vasa), och efter rättegång fick klostret behålla hälften av jorden och kvarnen, medan det övriga jorden tillföll hennes arvingar. Delar av denna jord kom under 1400-talet att doneras till Uppsala domkyrka, och Julita klosters jord byttes senare bort till biskop Kort Rogge, som donerade den till Uppsala domkyrka. 1527 konfiskerar Gustav Vasa en av domkyrkans gårdar och 1537 lägger han även beslag på en gård tillhörig Olof Torkelsson Bröms sedan denne flytt ur landet, och gör dem till sitt arv och eget. 1540-68 fanns förutom dessa arv och egetmantal (som ingick i ett rättardöme under namnet Häggeby rättardöme) två mantal skatte med en skattekvarn, från 1567 två kvarnar, samt ett frälsemantal (1562 brukade av Gabriel Kristersson (Oxenstierna)).